# Victor Goddet
Victor Goddet, né le 21 octobre 1868 à Paris, et mort le 8 mai 1926, est un journaliste sportif français.

## Biographie
Victor Goddet devient journaliste sportif au moment où des commanditaires du journal Le Vélo, pour la plupart des industriels de l’auto et du cycle, irrités des prises de position dreyfusardes de Pierre Giffard,,,,,, décident de fonder en 1900 le journal L’Auto-Vélo où ils placent Henri Desgrange à la direction de ce nouveau journal sportif contre Pierre Giffard,,. De plus, Victor Goddet, comptable du journal L’Auto, parvient à convaincre en novembre 1902 son patron Henri Desgrange, d’organiser une nouvelle course cycliste, le Tour de France, grâce à une idée de Géo Lefèvre, lors d’un déjeuner tenu à Paris, entre ce dernier et Henri Desgrange, au restaurant Le Zimmer, sur le boulevard Montmartre, le 20 novembre 1902.